# Cytolaimium exile
Cytolaimium exile är en rundmaskart som beskrevs av Nathan Augustus Cobb 1920. Cytolaimium exile ingår i släktet Cytolaimium och familjen Trefusiidae. Inga underarter finns listade i Catalogue of Life.